# Aéroport de Dakhla
L'aéroport de Dakhla (code IATA : VIL • code OACI : GMMH) est un aéroport international qui se situe aux portes de la ville de Dakhla, dans la partie du Sahara occidental contrôlée par le Maroc. Il dessert la ville de Dakhla et sa région.
Un nouveau terminal de l'aéroport de Dakhla, construit par l'ONDA sur une superficie de 2 600 m2, avec une capacité d'accueil de 300 000 passagers par an, a été mis en service le 13 décembre 2010.

## Situation
| Laâyoune Dakhla Semara |

## Histoire
Pendant la Seconde Guerre mondiale, l'aéroport a été utilisé par le commandement du transport aérien de l'armée de l'air des États-Unis comme escale pour le fret, les avions en transit et le personnel sur la route de transport nord-africaine Le Caire-Dakar. Il était relié à l'aéroport de Dakar au sud et à l'aéroport d'Agadir au nord.
À partir de 2008, le terminal de l'aéroport a été rénové pour correspondre aux normes internationales en matière de sécurité et de qualité. La modernisation et l'attention portée à cet aéroport s'insèrent dans la politique du gouvernement marocain visant à développer les régions désertiques et à y encourager le tourisme.
26 octobre 2017 : Premier vol direct vers Paris, opéré par Transavia Airlines.
28 octobre 2018 : Air Arabia Maroc lance des vols entre Dakhla et Casablanca, et entre Dakhla et Tanger (via Marrakech).

## Travaux de modernisation de l'aéroport
Au cours de la période 2006-2013, plusieurs projets ont été réalisés pour que l'aéroport correspondent aux normes internationales en matière de qualité et de sécurité.Ces projets concernent principalement la construction d'une clôture de protection au niveau de la piste de l'aéroport sur une longueur de 12,5 km et une route orbitale interne de la même longueur. L'aéroport dispose d'une piste de 3000 mètres de long et 45 mètres de large, ainsi que d'un nouveau terminal passagers. La zone de l'ancienne aérogare était 670 mètres carrés et sa capacité était de 55 000 passagers par an, tandis que le nouveau terminal était situé sur une superficie de 2 600 mètres carrés avec une capacité de 330 000 passagers par an. La nouvelle gare lancée en 2010, contient diverses installations, dont un local technique sur une superficie de 1 000 mètres carrés, un parking couvert d'une capacité de 180 voitures ainsi que des installations techniques liées à la navigation aérienne et à la communication via satellite.

## Services et installations
L'aéroport de Dakhla est utilisé comme aéroport public par l'armée de l'air royale marocaine. En particulier par des C-130H Hercules des Forces aériennes royales, et Britten Norman BN-2T Defender de la gendarmerie royale. La piste de 3 km (1,9 mi) de long peut recevoir un Boeing 737 ou des avions plus petits.

## Trafic
Pour des raisons techniques, il est temporairement impossible d'afficher le graphique qui aurait dû être présenté ici.

Voir la requête brute et les sources sur Wikidata.
| Année | Passagers | Évolution |
| ----- | --------- | --------- |
| 2011  | 66 215    | 14,25%    |
| 2012  | 65 347    | 1,31%     |
| 2013  | 76 179    | 16,58%    |
| 2014  | 96 746    | 27,00%    |
| 2015  | 127 691   | 31,99%    |
| 2016  | 154 451   | 20,96%    |
| 2017  | 160 399   | 3,85%%    |
| 2018  | 202 645   | 20,23%    |

## Compagnies et destinations
| Compagnies       | Destinations                                                                            |
| ---------------- | --------------------------------------------------------------------------------------- |
| Binter Canarias  | Las Palmas/Gran Canaria                                                                 |
| Royal Air Maroc  | Agadir-Al Massira, Casablanca-Mohammed-V, Laâyoune - Hassan 1er, Paris-Orly; Rabat-Salé |
| Air Arabia Maroc | Fès-Saïss, Marrakech-Ménara                                                             |
| Transavia        | Paris-Orly                                                                              |
| Ryanair          | Madrid-Barajas, Lanzarote-Arrecife                                                      |